# Любомеж (Великопольське воєводство)
Любомеж (пол. Lubomierz) — село в Польщі, у гміні Плешев Плешевського повіту Великопольського воєводства.
Населення — 161 особа (2011).
У 1975-1998 роках село належало до Каліського воєводства.

## Демографія
Демографічна структура станом на 31 березня 2011 року:
|          | Загалом | Допрацездатний вік | Працездатний вік | Постпрацездатний вік |
| -------- | ------- | ------------------ | ---------------- | -------------------- |
| Чоловіки | 78      | 17                 | 56               | 5                    |
| Жінки    | 83      | 24                 | 50               | 9                    |
| Разом    | 161     | 41                 | 106              | 14                   |